# Wolfgangsee
Wolfgangsee er en sø i Østrig. Størstedelen af søen er beliggende i delstaten Salzburg og er en de mest kendte søer i regionen Salzkammergut.
Wolfgangsee har et areal på 12,9 – 13,1 km2. På det smalleste sted er søen kun 200 meter bred. Den ligger i en højde af 538 moh og er på det dybeste sted 114 m dyb. De største byer ved søen er Strobl, St. Gilgen og St. Wolfgang. Sidstnævnte by ligger i delstaten Oberösterreich og er kendt fra opretten Im weißen Rössl, der er filmatiseret på dansk som Sommer i Tyrol.
Søen er helt omgivet af bjerge og i syd og sydøst ligger Osterhorngruppe, som er omkring 1.800 m. Lige syd for St. Gilgen ligger bjerget Zwölferhorn med en højde på 1.521 m, og på nordsiden af søen ligger Schafberg med en tandhjulsbane, der kører til toppen i en højde af 1.782 m.
Søen og de omkringliggende byer er turistmæssigt meget besøgt, og der er en intensiv linjeskibstrafik på søen.
47°45′N 13°24′Ø / 47.750°N 13.400°Ø